# ۱۱۱۶ (قمری)
۱۱۱۶ (قمری)، هزار و صد و شانزدهمین سال در گاهشماری هجری قمری است. اول محرم این سال برابر با ششم مه سال ۱۷۰۴ میلادی است.